# بابا منساه
بابا منساه (بالإنجليزية: Baba Mensah) (20 أغسطس 1994 بأكرا في غانا - ) هو لاعب كرة قدم غاني في مركز الدفاع. شارك مع منتخب غانا لكرة القدم. أما مع النوادي، فقد لعب مع نادي فيبورج ونادي هكن وInternational Allies F.C. ‏.

## وصلات خارجية
- بابا منساه على موقع قاعدة بيانات كرة القدم.إي يو (الإنجليزية)
- بابا منساه على موقع ناشيونال فوتبول تيمز (الإنجليزية)
- بابا منساه على موقع Soccerway.com (الإنجليزية)